# Paul Chevrey-Rameau
Paul Rameau, dit Chevrey-Rameau est un homme politique français né le 5 août 1836 à Versailles (Yvelines) et décédé le 8 juillet 1914 à Paris.
Fils de Charles Rameau, député de Seine-et-Oise, il fait carrière dans la diplomatie, terminant au poste de ministre plénipotentiaire, en 1886. Il se lance ensuite en politique, se faisant élire député de Seine-et-Oise de 1893 à 1898, sous l'étiquette de l'Alliance républicaine, dans la circonscription de son père.

## Sources
- « Paul Chevrey-Rameau », dans le Dictionnaire des parlementaires français (1889-1940), sous la direction de Jean Jolly, PUF, 1960 [détail de l’édition]